# 흠영
《흠영》(欽英)은 조선 후기의 문인 유만주(兪晩柱)가 21세 때인 1775년 1월 1일부터 죽기 직전인 1787년 12월 14일까지 13년간 쓴 일기이다. 필사본. 총24책 161권(본래는 25책이었으나 1책 망실).

## 개요
흠영이라는 제목은 유만주의 호인 흠영외사(欽英外史)에서 따온 것으로, 유만주가 죽은 뒤 유만주의 아버지 유한준이 아들의 문집을 간행하면서 원문을 필사하였다. 표제는 유만주의 당숙으로 당시 명필로 이름이 높던 유한지가 1786년에 전서체로 쓴 것이다.
한 해의 일기를 한 부(部)로 구분하고 그 해의 간지를 부의 제목으로 붙였으며, 일기를 쓴 해와 그 다음해는 각각 1책으로 묶고 나머지 해는 6개월 단위로 1책씩 엮었으며, 책마다 개월수대로 권을 나누었다. 적는 방식은 먼저 날짜를 적고 ○표시를 해서 그 날 있었던 일을 적되, 사건 내용이 달라질 때마다 ○ 표시를 해서 구별하였다. 저자 유만주는 자신의 일기를 모두 60부까지 적으려 했지만 34세에 요절할 때 그의 일기는 13부만이 작성되어 있었다.

## 같이 보기
- 기계 유씨